# Liste der Autobahnen in Norwegen

Norwegisches Autobahnzeichen

Das Autobahnnetz von Norwegen ist mit rund 538 Kilometern verhältnismäßig klein. Früher wurden sowohl Autobahnen als auch Kraftfahrstraßen als „Motorvei“ bezeichnet. Seit 2006 heißen die Kraftfahrstraßen „Motortrafikkvei“, während sich „Motorvei“ nur noch auf Autobahnen bezieht.
Wie in den anderen nordischen Ländern unterscheidet die norwegische Nummerierung nicht zwischen Autobahnen und anderen Straßen. Wenn eine neue Autobahn fertiggestellt ist, bekommt die alte Straße eine Lokalstraßennummer. Bei Europastraßen wird deren Nummer verwendet.
Siehe auch: Autobahn (Norwegen)

## Liste der Autobahnen
Diese Liste enthält keine Kraftfahrstraßen (Motortrafikkvei).

### E 6
- Schwedische Grenze – Oslo (104 km)
- Oslo – Moelv (146 km)
- (Moelv – Lillehammer, 43 km Ausbau in Planung)
- Trondheim sud – Jaktøyen – Sentervegen (8 km)
- (Støren – Melhus, 38 km Ausbau in Planung)
- (Ranheim – Åsen, 42 km Ausbau in Planung)

### E16
- Åsane – Bergen Zentrum, zusammen mit der E 39.

### E18
- Nordre Follo grenze – Mysen (26 km)
- Oslo – Langgangen (133 km)
- Stathelle – Dørdal (16 km)
- Tvedestrand – Arendal (22 km)
- Grimstad – Kristiansand (38 km)

### E39
- Kristiansand – Søgne (in Planung)
- Hove – Sandved i Sandnes (Verlängerung um 1,5 km in Planung)
- Sandved – Stangeland i Sandes (Verlängerung um 2,3 km. Eröffnung 15. Juni 2010)
- Sandnes – Stavanger (17 km)
- Eiganestunnel in Stavanger (3,7 km) (Plan genehmigt)
- Rogfast (ca. 25 km) (in Planung)
- Os – Fjøsanger in Bergen (ca. 22 km) (in Planung, Streckenabschnitt Sørås-Fjøsanger (7,7 km) bereits 2007 fertiggestellt, jedoch noch nicht als Autobahn ausgeschildert; Teilstrecke Os-Rådal (13 km) soll Baubeginn vor 2010 haben)
- Eidsvåg in Bergen–Nyborg (Åsane, Bergen) (ca. 6 km, gemeinsame Trasse mit E16)
- Åsane – Salhus (in Planung)

### Straße 3
- Løten – Elverum  (ca. 15 km, gemeinsame Trasse mit 25)

### Straße 4
- Roa–Gran grenze (4 km) Planphase.
- (Gran grenze–Jaren (9,3 km): in Bau, fertig 2016)

### Straße 35
- Jessheim – Gardermoen (5 km)

### Straße 44
- Lura – Smeaheia (Sandnes) (ca. 1,5 km, gemeinsame Trasse mit E39)

### Straße 159
- Karihaugen – Lillestrøm (8 km)

### Straße 555
- Bergen Zentrum (Puddefjords-Brücke) – Loddefjord (ca. 7 km)
- Verlängerung bis Kolltveit (Øygarden) (in Planung, Gesamtstrecke dann bei 16 km Länge)

### Straße 557
- Birkelandskrysset – Liavatnet in Bergen (Ring West: Eröffnung Dolvik–Sandeide Sommer 2010, Sandeide–Liavatnet 2014, Birkelandskrysset–Dolvik nach 2015)

### Straße 580
- Arna – Midtun in Bergen (Ostring: vierspuriger Ausbau auf 17 km, Fertigstellung vor 2018)